# Souto (La Peroja)
Souto (llamada oficialmente San Cristovo do Souto) es una parroquia del municipio español de La Peroja, en la provincia de Orense, Galicia.

## Toponimia
La parroquia también es conocida por los nombres de San Cristóbal de Souto y San Cristovo de Souto.

## Organización territorial
La parroquia está formada por siete entidades de población:
- Besteiros
- Bouzas Vedras
- Bustos
- Moreda
- Turbisquedo
- Turzabella (Turzavella)
- Vilasusá

## Demografía
| Gráfica de evolución demográfica de Souto entre 2000 y 2023 |
|                                                             |
| Datos según el nomenclátor publicado por el INE.            |